# 治外法权
在國際法中的治外法權（英語：-{Capitulation；extraterritoriality；exterritoriality；
extra-territorial rights}-），即一項免除在地法律管轄的情形，其通常為外交談判所獲得的權限。歷史上該概念的體系基礎，可溯源到起於羅馬法的商法和海事法；而其始源體系的大多數條文約定，则来自十一世紀以降意大利城邦的實際運用。1689年中俄訂約互定被認為是中國治外法權之雛形，而有關體系的制度化，則以1843年及以後所訂各種中外條約為準。治外法權可以視為國際法秩序演化的一種反映。該項概念原初是適用於個體，皆因歷史上行使的司法管轄權通常是施加於社羣，而非施於領土:9。於現代，該概念也可部分地適用於實體處所，諸如賦予外交機構、外國軍事基地或聯合國機構等的豁免權。現代國際中三種公認的賦權形式，即涉及外國國家和政府首腦的個人和所有物，涉及外事使節及其他外交官的個人和所有物，以及處於公海的船隻。在較狹義範圍內，其也適用於在另一國領土上的訪問軍隊，以及在外國領水內的軍艦和公有船舶:136。

## 釋義及辨識
早期關聯的實踐未有固定的概念定義，至公元1275年拜占庭君主就熱那亞人問題所簽署的外交文書中，首先是以Capitulation作為該概念的專用名稱，而隨後其被專指鄂圖曼帝國境內的外國居民所享有的法律豁免權與自治權，該專屬名詞形成的曆程，也被認為是治外法權首次制度化的過程。部分學界觀點認為，該概念在華的歷史，可追溯至大唐永徽四年（653年）頒行唐律疏議賦予蕃坊內穆斯林一定程度的法權地位，當時朝廷依照法例，是尊重對應的外籍社羣以其習俗自治:460，其他觀點爭辯有關賦權僅是「因俗而治」、「以不治治之」的華夷分治體現，與近代在華的治外法權情況並不相一致。
在中國近代以來，該定義最初是同時表達「管轄外國人的法權」之屬地主義和「治域之外的法權」之屬人主義兩層意思，如1864年丁韙良譯萬國公法中所謂「法行於疆外者」即表述該概念其一種，到1902年續議通商行船條約也是延續了該觀念。對於該定義與領事裁判權間區別，1907年時研究觀點認為是存在四個方面：
1. 該定義爲禮儀上之便利起見，而領事裁判權由兩方條約締結產生；
2. 該定義爲國際法上之原則，而後者則屬於國際法上之例外；
3. 該定義爲絕對的不服從所在國之主權，而後者爲部分程度地不服從所在國之主權；
4. 該定義惟特定之人及物才可享有，除民事和刑事裁判外，並有優免檢查徵榷之權利，而後者不必特定之人及物皆受其保護。但除民刑裁判外，不得有優免檢查徵榷之權利。

直到1920年代中期，對於在國際中治外法權的理解，認為是表示外國國王公使或軍隊入境時，不受地方官統治的權利。
中文中「治外法權」的語境，在前期是與英美法中的「extra-territorial rights」相聯繫，強調的是西方列強法權的域外效力。後期受日本影響而實際上與「exterritoriality」相掛鈎，強調的是外交官員豁免於所在國的法律管轄。而extraterritoriality與exterritoriality在實質上是有所區別：前者「指一國法律的域外適用。即該國法律對該國境外的個人、權利及法律關系的適用」，後者在國際法上，還專指外國官員、外國元首，以及經同意進入領海的外國軍艦、軍隊等所享有的各種外交豁免權及其他特權，在這個語詞和意義下，治外法權與領事裁判權不同。20世紀初以後，日本國際法語境中脫胎而來的「治外法權」, 指的就是後者：1906年京師法律學堂由日本人岩井尊聞主講的國際公法，到後中文再出版的幾種法律辭典，均將該概念與exterritoriality並列。後來的學者們聚焦於治外法權與領事裁判權的區分, 在很大程度上僅僅是民族主義情結體現的一種特殊方式，實際上並無實質意義。

## 行使形式
治外法权通常是互相给与的，主要包括：
- 外交豁免权
- 国家元首的官方访问
- 停靠在本国港口的外国籍公共船只
- 停在本国机场的外国籍飞机

在過去，前現代諸政體通常是面向諸個體宣稱其主權，從而誕生一種可知為屬人管轄權（personal jurisdiction）的概念:9 。在人們於邊界間遷移的時候，引致在領土管轄權的框架內，對非定居屬地者也會施加屬地法律。治外法權的概念，就是於屬地與屬人管轄權間的相互對沖間而生，即應用時的司法理解是考慮個體身份多於個體所處場域。
存續的治外法權具有多種形式，較為知名的是外交豁免權，即外事使節及其所有物並非屬於其駐留國度法律的適用對象，而由其母國的法律行使管轄權。
同樣地，許多國家也會依據普遍管轄權原則，聲稱有權起訴外籍戰鬥人員和人權侵犯者，而不論這些被控者國籍或被控罪行發生地:182，而且也擴展到採用國內法（施加於前述對象）：例如中華人民共和國聲稱有權起訴在海外犯罪的中國公民:182-183，加拿大也聲稱可以起訴在世界任何地方對少數族裔犯下性虐待的加拿大人。
根據部分軍事及商業協議的約定，諸國會將外國基地或港口的司法管轄權授予他國，例如日本就依據和美國的軍事雙邊協定，將駐沖繩美軍基地的司法管轄權授予美國軍事法庭:183。
根據海事法，在公海的船隻其管轄權是依據船隻註冊地而定，也可視為治外法權的一種形式，即在此類情況下一國管轄權是也可以超出國界行使。

## 歷史

### 古代至羅馬法形成
追溯古代時期的記載，就有關於授予移民社羣法律自治權的記錄，如公元前1294年地中海東岸的提爾城居民移居埃及孟菲斯城，埃及法老便為移民劃定居留區，並授權移民可按照自己的法律進行自治。到公元前526年，集體移居埃及的希臘裔居民也獲得類似的賦權。而在猶太王國早期，凡居於其境內的外邦人，也獲賦予權限可依自身法律與傳統行使自治，當時的外邦統治者也對等地允許在其轄境的希伯來人，可依猶太法進行自我管理——如此一種向外邦人授予法律自治權的傳統，在古希臘與古羅馬得到延續，乃至成為羅馬法中萬民法的重要淵源。

### 習慣法推廣
到中世紀前期時建立的日耳曼法，對所管轄土地上的原住民也延續傳統做法，允許轄內對應社羣保留固有習俗與法律。因襲舊俗的相關傳統，因應後續地緣間的宗教結搆與權威體制的變遷，伴隨地中海沿岸頻密的商業與移民活動，和大國法律管轄權的適用真空，將授予他者的法外權限傳統，轉變成固定的一種體系框架，從而也促成治外法權的制度化。
1081年杜勒斯攻防海戰時，拜占庭的阿歷克塞一世聽聞諾曼人預備入侵其領土，便派出大使向當時的威尼斯總督請求支援，並許諾會回報對方以貿易特權，:17威尼斯方面也順水推舟地附上條件，要求其商人可以享有和拜占庭商人同等的待遇——在威尼斯人協助取得勝果後，拜占庭皇帝便允許威尼斯商人在君士坦丁堡的核心地帶金角灣沿岸建立居留區（貝伊奧盧和加拉塔），除建立起倉庫、商舖、領事館和威尼斯船專用的碼頭等設施，區內還可以享有治外法權:17。威尼斯旅外的商人也享有到治外法權。
隨後意大利諸城邦在十字軍東征進一步獲利，戰後在拜占庭和黎凡特地區擴張建立享有治外法權的殖民地，使意大利商人影響力大增。後續到十四世紀左右，熱那亞、威尼斯和比薩等意大利海上共和國，都在君士坦丁堡建立起居留區和獲得治外法權地位， 同時也在埃及和巴巴裏諸國度享有一樣的待遇。於11~13世紀之後，有關概念也為歐洲各地吸納，形成一種習慣法。

### 鄂圖曼帝國
十六世紀至十九世紀期間，高门是與多個西方國度間，達成了一系列賦予治外法權（capitulations）的條約:12。在1740年時，法國國王路易十四與鄂圖曼蘇丹馬哈茂德一世簽訂新約，鄂圖曼一方正式承諾治外法權的授權行為無須再通過新條約確認，也不再需要續期。就此開始成為永久性的制度，具有了嚴格的法律約束力。 於是治外法權從雙邊性的條約產物變成了多邊性的開放框架，帝國與西歐國家的舊有關系也被顛覆，其他國家也相繼獲取同等的永續權限。坦志麥特時代後鄂圖曼的法律體系，於法律實證主義的盛行及西方列強的擴張中，未能經得起考驗。當時處於帝國之內進行商貿活動的歐洲國民們，未與鄂圖曼臣民們一樣必須遵守帝國法律，帝國同時基於對外國強權的敬畏，還將多樣的治外法權付諸於生效。多重法律上對外國政府的賦權，衍生出一種多元化的法律實施局面，在如此情境中，司法管轄權通常交予諸強權實施，並由諸強權組建代理其海外國民的諸法制實體。

### 十九世紀其後
東亞方面較為知名的治外法權實施情況，是以在中国、日本及暹羅等地，透過稱之為「不平等條約」形式而產生效力。而同等形式的治外法權行使，也並不限於十九世紀或上述國度，還有包括埃及、摩洛哥、伊朗等地，是以如述地區轄境在歷史上存續通行酷刑（凌迟、五马分尸、斬首等），後古代時期其所上轄的諸君主和政府，主要是更多地對轄內諸社羣宣稱主權，而並非所轄諸領土:8——在西方列強為保護其公民免受非人道對待、於十九世紀前後通過諸條約獲取的治外法權，即领事裁判权，是曾受到外賦權限的諸主權體的强烈怨恨。當時面臨這些情況的一些當事國家，如實現具說服力的司法改革，與列強進行再次談判後，也可終結對應賦予外國的治外法權情況：1899年在日本，1923年在土耳其（洛桑條約），就以前述步驟而結束有關法權狀況。
在埃及及丹吉爾等地，也建立有與上海會審公廨一樣行使治外法權的「混合法庭」（mixed courts），運作最長時間者是直到1949年:516。在1941年時，儘管其他西方國家均已於摩洛哥的法國&西班牙區域、馬斯喀特等地終結治外法權，但美國尚未有認可於前述地區放棄該地位:504–9，530，同一時刻，美國與其他西方國家都終結了在南韓、桑給巴爾、的黎波里及突尼斯的該種法權地位:534。

#### 在華變遷
第一次鴉片戰爭後，清朝政府放棄了對來華外國人的法律管轄權，中外條約明定由領事等官行使這一權力，形成與歐洲國家初在土耳其獲得相類似的領權限——領事裁判權這一概念，即外國僑民於中國犯法由該僑民所屬國領事依該國法律進行懲罰，但其與傳統中文語境裡面的治外法權定義未有直接關聯。在1905年後由日本引入的國際法學理解，在引入領事裁判權概念的同時，治外法權與領事裁判權在中文語境內開始相互混用，也造成往後華文圈對該制度存續變化，存續產生模糊和不相統一的認知。
1842年南京條約後上海開埠，作為當時最重要的一個條約港口，諸條約所定較為廣泛的治外法權，也在當地進行了最複雜地細化——其中兩個負責執行治外法權的司法審判機構，即是會審公廨和英國在華最高法院。:63另外還有其他條約國也建立起相類似的司法機構，諸如上海美國法院。上述機構是對處於清朝主權下的公共租界享有司法管轄權，而在初期時於租界範圍犯有罪行的華人，則會引渡由中方當局扣押:65。
在進入20世紀時，鑑於中國的法制改革舉動，一些西方列強就有表態願意放棄治外法權:175，如1902年續議通商行船條約中英方表示：
China having expressed a strong desire to reform her judicial system ... [Great Britain] will ... be pretreated to relinquish her extra-territorial rights when she is satisfied that the state of the Chinese laws, the arrangement for her administration, and other considerations warrant her in so doing.
到大清司法改革失敗，以及1911年辛亥革命後政權更替並出現行政真空之時，會審公廨的中國籍成員也就由西方列強來任免，同時也將所有國際租界範圍內的定居者，納入事實上的外國司法管轄權之內:177。1920年代中期後伴隨著北伐提升起中華民國自身的權威執行地位，不少外國政府開始自動放棄更多較小層級的條約港口:178。而上海方面維持著相應法權特色，直到1925年五卅運動工部局警方與民族主義活動者們產生衝突時，中國當局拒絕執行會審公廨的裁判書。由此也引致該司法機關於1927年被正式廢除，取而代之以一個中國本土法院施行管轄權:178。
在1921年華盛頓會議時達成九國公約，表明諸簽約方在中國自身建立一個獲各方認同的司法系統之時，便會終結治外法權狀態的意願。作為後續，於1926年還建立了一個委員會，對中國司法系統進行對應調查和給予建議，並對外發佈了詳盡報告。當時認知在華治外法權，與領事裁判權均指在華的外籍人士，不受中國政府管轄，同時也認為領事裁判權的表述，在當時中國並未應用適當，因為各國在華法庭審判民刑案件，而各國駐華代表更不受其領事裁判。
到1937年為止，諸在華的外國法權狀況如下：
| 效力終結                                                     | 未曾具有權限                                                                                              | 會在「其他所有列強都這樣做」的時候放棄權限             | 權限繼續生效                                     |
| ------------------------------------------------------------ | --- | ------------------------------------------------------ | ------------------------------------------------ |
| - 德国 - 奥匈帝国 - 匈牙利 - 西班牙 - 墨西哥（於1928年失效） | - 玻利维亚 - 智利 - 捷克斯洛伐克 - 芬兰 - 希腊 - 伊朗 - 波蘭 - 土耳其 - 古巴 - 乌拉圭 - 巴拿马 - 保加利亞 | - 比利时 - 義大利 - 丹麦 - 葡萄牙 - 挪威 - 瑞典 - 瑞士 | - 巴西 - 法國 - 英国 - 日本 - 荷蘭 - 美国 - 苏联 |

國民政府從1929年開始便宣佈了終結治外法權的政治目標，不過當時與最主要享有如此地位的英國間所進行的談判，進展緩慢。到1937年日本侵華時談判中止，而後日軍進一步進駐上海及其他維持治外法權狀態的條約港口。英國和美國在晚後1941年對日宣戰，正式與中國成為同盟國，就此也將終結治外法權作為一項迫切目標——到1943年，便達成中美平等新約與中英平等新約，放棄在華法權地位。其他國家也很快隨之陸續放棄對應權限:179。
近代中國賦予諸非具外事權限個體的治外法權地位，則是於二十世紀中不同時間點各自終結的。第一次世界大战時期，因應1917年中華民國對德国和奥匈帝国宣戰，兩者變身「敵國」而令兩方國民喪失在華法權地位:177。蘇維埃俄羅斯儘管於1924年公開宣佈放棄治外法權，但後來並未有完全履約，依然大國主義和霸權主義嚴重，且蘇聯透過一系列秘密外交協定，直到1949年後還維持其治外法權地位，令於中國大陸生活和工作的蘇聯官員、軍人及顧問等繼續享有特殊法律地位，如此情況終止於1960年中蘇交惡初期。

## 存續個案
美軍在一些海外国家设立军事基地，军队的成员和文职人员及其家属在军事基地外享受治外法权，如冲绳的駐日美軍、美国和日本军人以及其家属还有两国公民在韩国犯罪必须移送、美国军人以及其家属和公民在菲律宾的刑法豁免权。

### 細項
- 外交豁免權
- 國家元首的國事訪問
- 驻外军事基地及军事人员
- 聖座在梵蒂岡以外的房地產，例如位於義大利甘多尔福堡的岡道爾夫堡教宗別墅
- 義大利罗马市內的馬爾他騎士團總部
- 聯合國部分辦公處所，例如位於美國纽约州紐約市曼哈頓區的總部大樓
- 法國塞夫尔的國際度量衡局
- 比利時布鲁塞尔的北約總部和蒙斯的歐洲盟軍最高司令部盟軍作戰指揮部總部
- 瑞士日內瓦州的歐洲核子研究組織
- 法國上普羅旺斯阿爾卑斯省鲁穆勒的鲁穆勒無線電發射器（英语：Roumoules radio transmitter）。
- 義大利聖瑪利亞·加勒里亞（義大利語：Santa Maria di Galeria）的梵蒂岡廣播電台廣播中心

## 備註
1. ↑  前述引用字句，包括後文可能繼續出現的部分引述內容，基本照錄文獻發表時書寫，部分表述或與現代統一語文體間有所差異，還望閱者包涵。
2. ↑  以下引述同樣基本照錄當時文獻表述。
3. ↑  引述同照錄當時表述。